# Acicarpha
Genre
Classification phylogénétique
Acicarpha est un genre de plantes dicotylédones de la famille des Calyceraceae.
Ce sont des plantes herbacées, annuelles ou pérennes, des régions tempérées à subtropicales d'Amérique du Sud.
La classification phylogénétique APG II (2003) situe les Calyceraceae dans les Asterales.

## Liste d'espèces
Selon ITIS :
- Acicarpha tribuloides Juss.

### Espèces
| - Acicarpha bonariensis - Acicarpha bupleuroides - Acicarpha crassifolia - Acicarpha lanata - Acicarpha laxa - Acicarpha obtusisepala | - Acicarpha pinnatifida - Acicarpha procumbens - Acicarpha rosulata - Acicarpha runcinata - Acicarpha spathulata - Acicarpha tribuloides |